# Alltingsvalet i Island 2017
Alltingsvalet 2017 var ett extra parlamentsval (nyval) som hölls på Island lördagen den 28 oktober 2017.